# 2010年シンガポールユースオリンピック
2010年シンガポールユースオリンピック（2010ねんシンガポールユースオリンピック、Singapore 2010 Youth Olympic Games）は、2010年8月14日から8月26日まで、シンガポールで行われたユースオリンピックの第1回大会である。シンガポール2010（Singapore 2010）と呼称される。

## 大会開催の経緯
2007年7月6日に、グアテマラシティでの国際オリンピック委員会（IOC）総会において、ジャック・ロゲ会長が、青少年にもオリンピックを体験させようと提案し、IOC委員からも了承された。

## 開催都市の決定
開催都市は既存施設で開催されなければならないという条件で、2007年8月31日までに当初9都市が立候補し、11月19日にはその中からさらに5都市（シンガポール・モスクワ・バンコク・アテネ・タリン）に絞り込まれた。評価委員会の候補地訪問も予定されていたが、準備期間の短縮も考慮され、テレビ会議による審査が行われた。その後、2008年1月にはシンガポール、モスクワの2都市に絞り込まれ、2008年2月のIOC委員の郵送による投票の結果、シンガポールに決定した。
| 都市         | 国           | 郵便投票 |
| シンガポール | シンガポール | 53       |
| モスクワ     | ロシア       | 44       |

## 各国・地域の獲得メダル数
| 順 | 国・地域             | 金 | 銀 | 銅 | 計 |
| -- | -------------------- | -- | -- | -- | -- |
| 1  | 中国 (CHN)           | 30 | 16 | 5  | 51 |
| 2  | ロシア (RUS)         | 18 | 14 | 11 | 43 |
| 3  | 韓国 (KOR)           | 11 | 4  | 4  | 19 |
| 4  | ウクライナ (UKR)     | 9  | 9  | 15 | 33 |
| —  | 混合チーム           | 9  | 8  | 11 | 28 |
| 5  | キューバ (CUB)       | 9  | 3  | 2  | 14 |
| 6  | オーストラリア (AUS) | 8  | 13 | 8  | 29 |
| 7  | 日本 (JPN)           | 8  | 5  | 3  | 16 |
| 8  | ハンガリー (HUN)     | 6  | 4  | 5  | 15 |
| 9  | フランス (FRA)       | 6  | 2  | 7  | 15 |
| 10 | イタリア (ITA)       | 5  | 9  | 5  | 19 |
| 62 | シンガポール (SIN)   | 0  | 2  | 4  | 6  |

## 主なメダリスト
| メダル   | 名前                | 競技           | 種目                     | 日付    |
| -------- | ------------------- | -------------- | ------------------------ | ------- |
| 金メダル | 佐藤優香            | トライアスロン | 女子                     | 8月15日 |
| 金メダル | 宮原優              | レスリング     | フリースタイル女子46kg級 | 8月16日 |
| 金メダル | 高橋侑希            | レスリング     | フリースタイル男子54kg級 | 8月17日 |
| 金メダル | 神本雄也            | 体操           | 体操競技男子個人総合     | 8月18日 |
| 金メダル | 田代未来            | 柔道           | 女子63kg級               | 8月22日 |
| 金メダル | 丹羽孝希            | 卓球           | 男子シングルス           | 8月23日 |
| 金メダル | 五十嵐涼亮          | 柔道           | 男子100kg級              | 8月23日 |
| 金メダル | 丹羽孝希 谷岡あゆか | 卓球           | 混成団体                 | 8月26日 |
| 銀メダル | 梨本真輝            | 陸上           | 男子100m                 | 8月21日 |
| 銀メダル | 本間圭祐            | 陸上           | 男子200m                 | 8月22日 |
| 銀メダル | 松原奨              | 陸上           | 男子走幅跳               | 8月22日 |
| 銀メダル | 久馬萌              | 陸上           | 女子3000m                | 8月22日 |
| 銀メダル | 神本雄也            | 体操           | 体操競技男子種目別つり輪 | 8月21日 |
| 銅メダル | 浜野麻綾            | 水泳           | 競泳女子200m平泳ぎ       | 8月20日 |
| 銅メダル | 棟朝銀河            | 体操           | トランポリン男子         | 8月20日 |
| 銅メダル | 土井畑知里          | 体操           | トランポリン女子         | 8月20日 |

## 競技会場
- ビシャン・スポーツホール（英語版）：体操
- ビシャン・スタジアム（5,500人収容）：陸上競技
- イーストコースト・パーク（英語版）：トライアスロン
- インターナショナル・コンベンション・センター：ボクシング、フェンシング、ハンドボール、柔道、テコンドー、レスリング
- ジャラン・ベサール・スタジアム（6,000人収容）：サッカー

- カラン・フィールド（英語版）：アーチェリー
- カラン・テニスセンター（英語版）（2,000人収容）：テニス

- マリーナ貯水池（英語版）：カヌー、ボート
- ナショナル・セーリング・センター（英語版）：ヨット

- *エスケープ・ユース・スペース：バスケットボール

- センカン・ホッケー・スタジアム（英語版）：ホッケー

- シンガポール・インドア・スタジアム（12,000人収容）：バドミントン、卓球

- シンガポール・スポーツ・スクール（英語版）：水泳（競泳）、近代五種、射撃

- シンガポール・ターフクラブ：馬術

- タンピネス・バイクパーク（英語版）：自転車競技（BMX、マウンテンバイク）
- ザ・フロート@マリーナ・ベイ（30,000人収容）：開閉会式、自転車競技（ロードレース）

- トア・パヨ・スポーツホール（英語版）：重量挙げ、バレーボール
- トア・パヨ・スイミング・コンプレックス（英語版）：水泳（飛込競技）

## 大会マスコット
子ライオンのリオ（Lyo）とマーライオンのマーリー（Merly）。リオが男の子、マーリーが女の子として描かれている。

## 外部サイト
- シンガポール 2010 ユースオリンピック - アスリート, メダル & 結果